# Alberobello
Alberobello («Ajarubbèdde» en apulo-barese) es una pequeña ciudad y un municipio italiano de 10.931 habitantes en la provincia de Bari (Apulia). Son célebres «Los trullos de Alberobello», declarados Patrimonio de la Humanidad por la Unesco en el año 1996.

## Historia
Los orígenes de la ciudad se remontan a la segunda mitad de Edad Media o a principios del siglo XVI cuando, siendo un pequeño feudo bajo el dominio de los Acquaviva, condes de Conversano, comenzó a poblarse de campesinos que deseaban cosechar la selva (así llamada) fértil. Los condes autorizaron a los colonos para que construyeran sus casas a la piedra seca, esto es, sin cemento, para poder ser derruidas en caso de inspección regia. Esto se debía a la prammatica de baronibus, norma existente en el Reino de Nápoles desde el siglo XV, en cuya virtud el nacimiento de una aglomeración urbana exigía el pago del tributo; con la astuta propuesta se evitaba el impuesto. Así pudieron construir estas casas que podían configurarse como construcciones precarias, de fácil demolición.

## Evolución demográfica
| Gráfica de evolución de Alberobello entre 1861 y 2001 |
|                                                       |
| Fuente ISTAT - elaboración gráfica de Wikipedia       |

## Lostrulli(trullos)
La historia de estos edificios tan particulares está ligada a ese edicto que exigía un tributo por cada nuevo asentamiento. Los condes exigieron que se edificaran las casas a la piedra seca, sin utilizar mortero.
Debiendo por lo tanto utilizar sólo piedras, los campesinos encontraron en la forma redonda con techo de cúpula autoportante, compuesto por círculos de piedra superpuestos, la configuración más simple y sólida. Los techos de abovedados de los trullos son embellecidos con pináculos decorativos, cuya forma está inspirada en elementos simbólicos, místicos y religiosos.
Estos eran realizados con la maestría lograda para la construcción del trullo y gracias a ellos se identificaba al artesano. Basándose en la calidad de la factura del pináculo se podía entonces identificar no sólo la habilidad artesanal del constructor sino incluso el valor de la construcción. Un mayor gasto en la construcción del trullo permitía individualizar, por lo tanto, las familias más pudientes de aquellas más pobres.
Por lo que se refiere a los símbolos pintados sobre los techos de los trullos a menudo asumían un significado religioso; a veces podían representar los signos del zodíaco. Pináculos y símbolos pintados forman juntos una especie de identificativo ciudadano, en cuanto que por largo tiempo Alberobello tenía negado el reconocimiento oficial por parte de los condes de Conversano.

### El «Trullo Sovrano»
El trullo más grande del país es el llamado «Trullo Sovrano» (trullo soberano). Hecho construir por la familia Perta en la mitad del siglo XVIII, este edificio de dos plantas se ha convertido en museo y es posible visitar el interior, arreglado conforme el gusto de la época, reconstruido gracias a los testimonios de los más ancianos habitantes alberobelleses. Durante el periodo veraniego, el Trullo Sovrano aloja manifestaciones como espectáculos teatrales, conciertos de pequeñas orquestas o formaciones de jazz, veladas de cultura y poesía.

### La iglesia de San Antonio

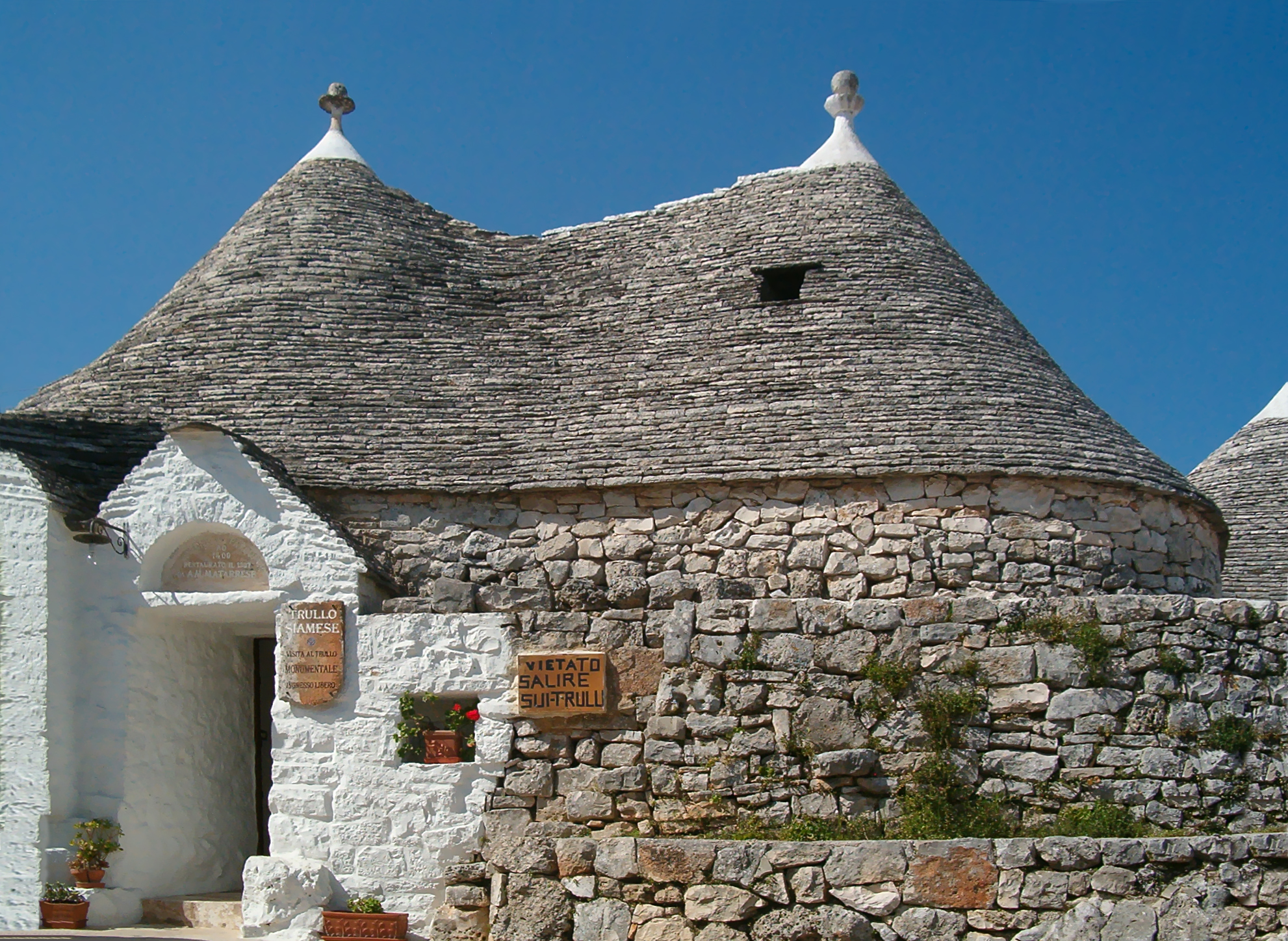
El trullo siamés.

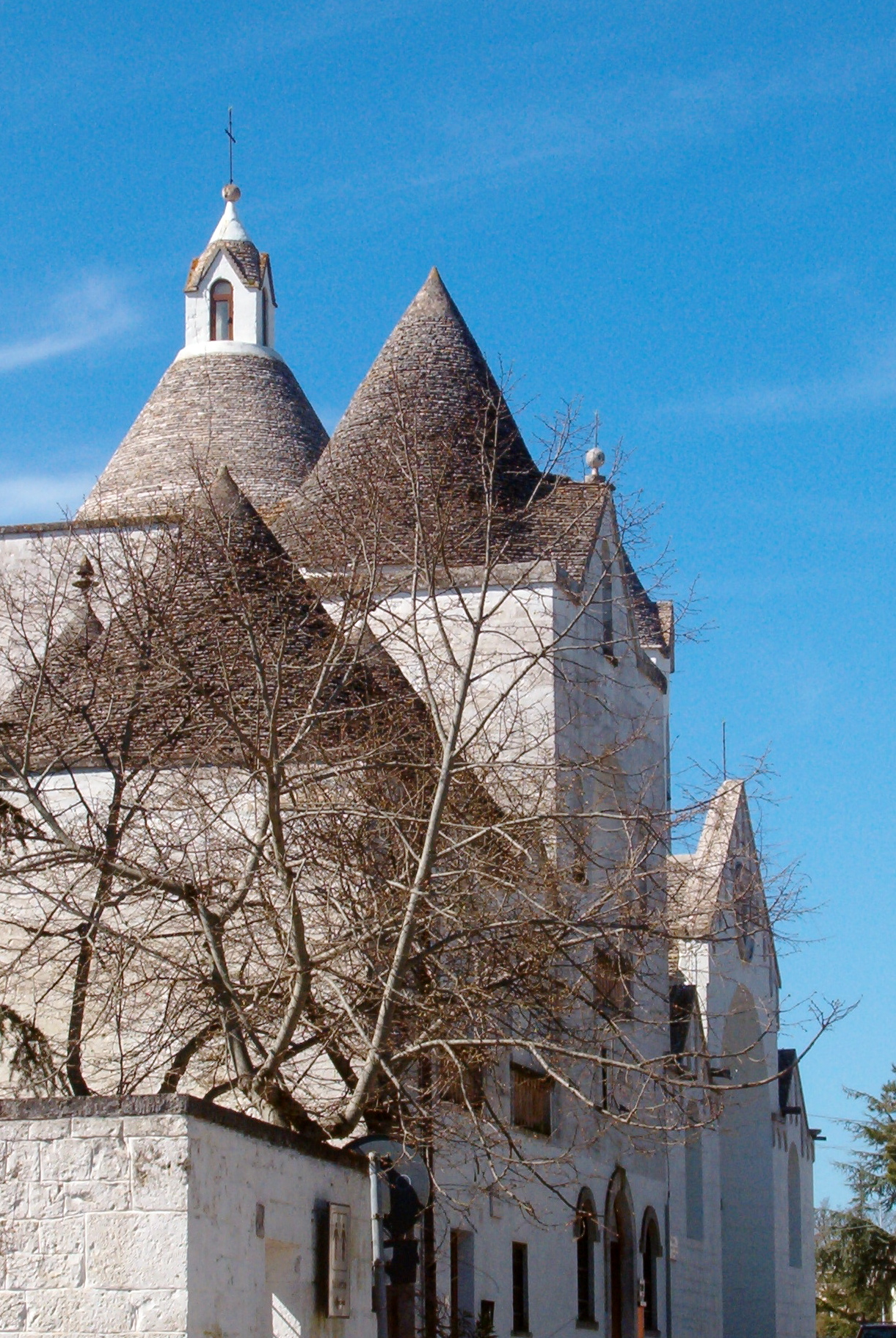
Iglesia de Sant'Antonio.

Sobre la cumbre del rione Monti se encuentra la iglesia de San Antonio, también ella con forma de trullo.

Fue edificada entre 1926 y 1927 sobre un terreno donado por una ciudadana de Alberobello a los sacerdotes guanellianos.

La cúpula tiene forma de trullo y se integra perfectamente con los edificios que la rodean.

La iglesia tiene planta de cruz griega. La cúpula tiene 21 metros de alta. La iglesia ha pasado una completa restauración en el año 2004 que le ha devuelto su antiguo esplendor.

## Artesanía
Hay diversos productos de artesanía elaborados localmente, que van desde el trabajo en hierro a la elaboración de cestos hechos con madera de olivo; desde el trabajo en piedra a la producción del típico vino joven y de aceite. Entre las especialidades gastronómicas locales se encuentran los dulces de almendras, las pettole, le cartellate y los amaretti. Además, los habitantes del lugar son célebres por su habilidad en el arte textil.

## Infraestructuras
Alberobello está unida al resto de Apulia a través de una estación de los ferrocarriles del sureste. Las estaciones vecinas son las de Locorotondo y Noci.
- Cosmo Francesco Ruppi (6 de junio de 1932), arzobispo nacido en Alberobello.
- Leo Pantaleo (1939), director y actor.
- Leonardo Piepoli, apodado il Trullo Volante (La Chaux-de-Fonds, Suiza, 29 de septiembre de 1971), es un ciclista italiano, hijo del alberobellés actualmente miembro del equipo Saunier Duval Prodir.

## Administración municipal
- Alcalde: Michele Maria Longo, elegido el 12/06/2017[1]
- Dirección de correo electrónico del Ayuntamiento: info@comune.alberobello.ba.it